# Alsósziklás
Alsósziklás (1899-ig Alsó-Szkálnok, szlovákul Nižný Skálnik) község Szlovákiában, a Besztercebányai kerület Rimaszombati járásában.

## Fekvése
Rimaszombattól 10 km-re északra, a Rima folyó bal partján fekszik.
Északnyugatról Rimaráhó, délnyugatról és délről Bakostörék, keletről Tóthegymeg, északról Karaszkó és Felsősziklás községekkel határos.

## Története
A mai község területén már az újkőkorszakban település állt, melyet a vonaldíszes kerámiák népe épített.
A mai falut 1334-ben "Zklnuk" alakban említik először. 1456-ban "Zkalnok", 1481-ben "Alsozklanok" alakban tűnik fel a forrásokban. Kezdetben a kalocsai érsekség birtoka, majd a Széchy családé, később más nemeseké, akik közül a Fejes család emelkedik ki. A falu határában állott Magin vára, melynek nyoma is alig maradt, még a 15. század közepe előtt elpusztult.
A 18. század végén Vályi András így ír róla: "Alsó, és Felső Szkálnok. Két tót falu Hont Várm. földes Urai mind a’ kettőnek több Uraságok, lakosai többnyire evangelikusok, fekszenek Rahóhoz, ’s Kraszkóhoz nem meszsze; határbéli földgyeik 3 nyomásbéliek, kétszeres búzát, rozsot, zabot, ’s imitt amott tiszta búzát is teremnek, réttyei kevesek, legelőjök középszerű, Alsó Szkálnoknak erdeje elpusztúlt, ezé pedig tőlgyes, és bikkes, de nem igen nagy. Amott hajdan szőlők is vóltak, ’s Maginhrad hegyén régenten Vár vala, most tsak a’ Sántzoknak, és kőfalaknak maradványai szemlélhetők. Az Alsó Szkálnokiak alföldön való aratással, pályinka főzéssel, és annak elárúlásával is keresik élelmeket."
A 19. század elején könyvtár és olvasóegylet működött itt, melynek tagjai (Schramkó Pál, Kubinyi Péter, Holkó Mátyás, Fejes János) számos tudományos munkát jelentetett meg, különösen az iskolarendszer fejlesztése területén.
1828-ban 35 házában 299 lakos élt, akik mezőgazdasággal, erdei munkákkal, szeszfőzéssel foglalkoztak.
A 19. század közepén Fényes Elek ezt írta Alsósziklásról: "Alsó-Szkálnok, tót falu, Gömör és Kis-Honth egyesült vmegyében, Rimaszombathoz északra 2 órányira: 13 kath., 286 evang. lak. Evang. anyaszentegyház. Kastély. Van itt a kis-honti evang. esperességnek egy közönséges s nagyon használt könyvtára. – Szántóföldjei elég termékenyek, sertést sokat tartanak, s azt pálinka moslékkal tartják, kereskednek és fuvaroznak. F. u. többen."
Gömör-Kishont vármegye monográfiájában pedig ezt olvashatjuk róla: "Alsószkálnok, a Rimavölgyben fekvő tót kisközség, körjegyzőségi székhely, 203 ág. h. ev. vallású lakossal. Házainak száma 40. 1334-ben mint a kalocsai érsek birtoka szerepel. Majd a Széchy család birtokába kerül és e család többi birtokainak a sorsában osztozik, egész a mult század első feléig. Ekkor a Fejes, Török, gr. Forgách, a Szentmiklóssy, a Fáy, Feigel, Petényi és Szatmári-Király családot találjuk itt, mint birtokost. A XVIII. század közepén híres vargák lakták. Határában állott "Magin" vára, melyet állitólag a csehek emeltek, de a várnak ma már nyoma sincsen. 1842-ben az egész községet tűzvész pusztította el. A falu ág. h. ev. temploma, az egyházi feljegyzések szerint, 1451-ben épült. Az egyház birtokában néhány érdekes, régi szent-edény van."
A trianoni békeszerződésig Gömör-Kishont vármegye Rimaszombati járásához tartozott.
1963-tól 1990-ig Bakostörékhez tartozott, később újra önálló község lett.

## Népessége
| Év:            | 1994. | 2004.   | 2014.   | 2024.   |
| -------------- | ----- | ------- | ------- | ------- |
| Emberek száma: | 184   | 192     | 191     | 187     |
| Eltérés:       |       | +4,34 % | -0,52 % | -2,09 % |

| Év:            | 2023. | 2024.   |
| -------------- | ----- | ------- |
| Emberek száma: | 188   | 187     |
| Eltérés:       |       | -0,53 % |

1910-ben 161, túlnyomórészt szlovák anyanyelvű lakosa volt.
2011-ben 200 lakosából 168 szlovák volt.

## Neves személyek
- Itt született 1731-ben Fejes György jogász, ügyvéd, megyei táblabíró.
- Itt született 1757-ben ifj. Holkó Mátyás evangélikus lelkész, egy szlovák irodalmi társaság megalapítója.[6]

## Nevezetességei
- Evangélikus temploma 1805-ben épült klasszicista stílusban, a korábbi gótikus templom helyén.
- A Várhegy az opál lelőhelye.